# 27 Aquilae
Désignations
27 Aquilae (en abrégé 27 Aql), également désignée d Aquilae, est une étoile de la constellation de l'Aigle, située à ∼ 440 a.l. (∼ 135 pc) de la Terre.